# Diecezja sofijsko-płowdiwska
Diecezja sofijsko-płowdiwska (łac. Dioecesis Sophiae et Philippopolis; bułg. Софийско-пловдивска епархия) – jedna z 2 diecezji obrządku łacińskiego w Kościele katolickim w Bułgarii ze stolicą w Płowdiwie. Ustanowiona diecezją 3 marca 1979 bullą przez Jana Pawła II. Biskupstwo podlega bezpośrednio Stolicy Apostolskiej.

## Historia
Początki rozwoju katolicyzmu na terenie współczesnej Bułgarii sięgają czasów średniowiecza. W późniejszym okresie istniał tutaj wikariat apostolski, przekształcony w 1610 w diecezję, w której misję prowadzili franciszkanie. W 1643 na krótko została ona podniesiona do rangi archidiecezji. Jej istnienie zakończyło się w XVIII wieku wraz z kolejną falą prześladowań chrześcijan przez Turków, w czasie których większość katolików uciekła do sąsiednich Węgier i Rosji. W 1758 została ona zdegradowana do rangi wikariatu apostolskiego.
Względny spokój został przywrócony w 1835 Stolica Apostolska powierzyła prowadzenie misji zakonowi redemptorystów, z którego wywodzili się kolejni wikariusze apostolscy. Następnie misję chrystianizacyjną prowadzili od 1841 kapucyni, których przełożony w Bułgarii został konsekrowany na biskupa w 1848.
Na początku XX wieku na czele wikariatu stał arcybiskup ad personam. 3 marca 1979 wikariat apostolski został podniesiony przez papieża Jana Pawła II do rangi pełnoprawnej diecezji.

## Biskupi

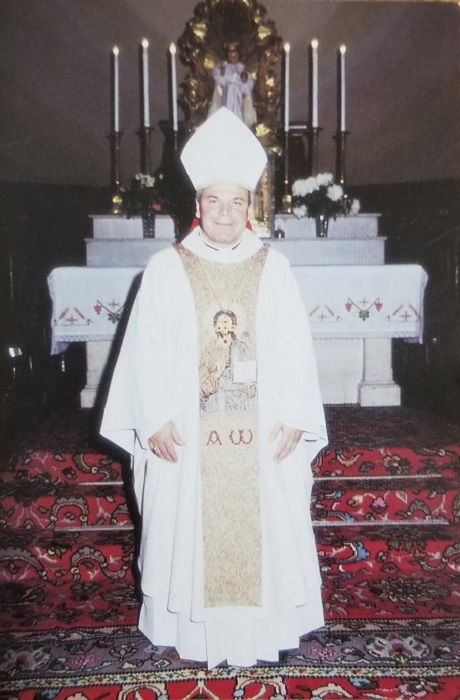
Georgi Jowczew – ordynariusz sofijsko-płowdiwski w latach 1995–2025

### Biskup senior
- bp Georgi Jowczew – administrator apostolski wikariatu sofijsko-płowdiwskiego w latach 1988–1995, biskup diecezjalny sofijsko-płowdiwski w latach 1995–2025

### Biskup pomocniczy
- bp Rumen Stanew – (wikariusz generalny) od 2021, administrator diecezji od 2025

## Główne świątynie

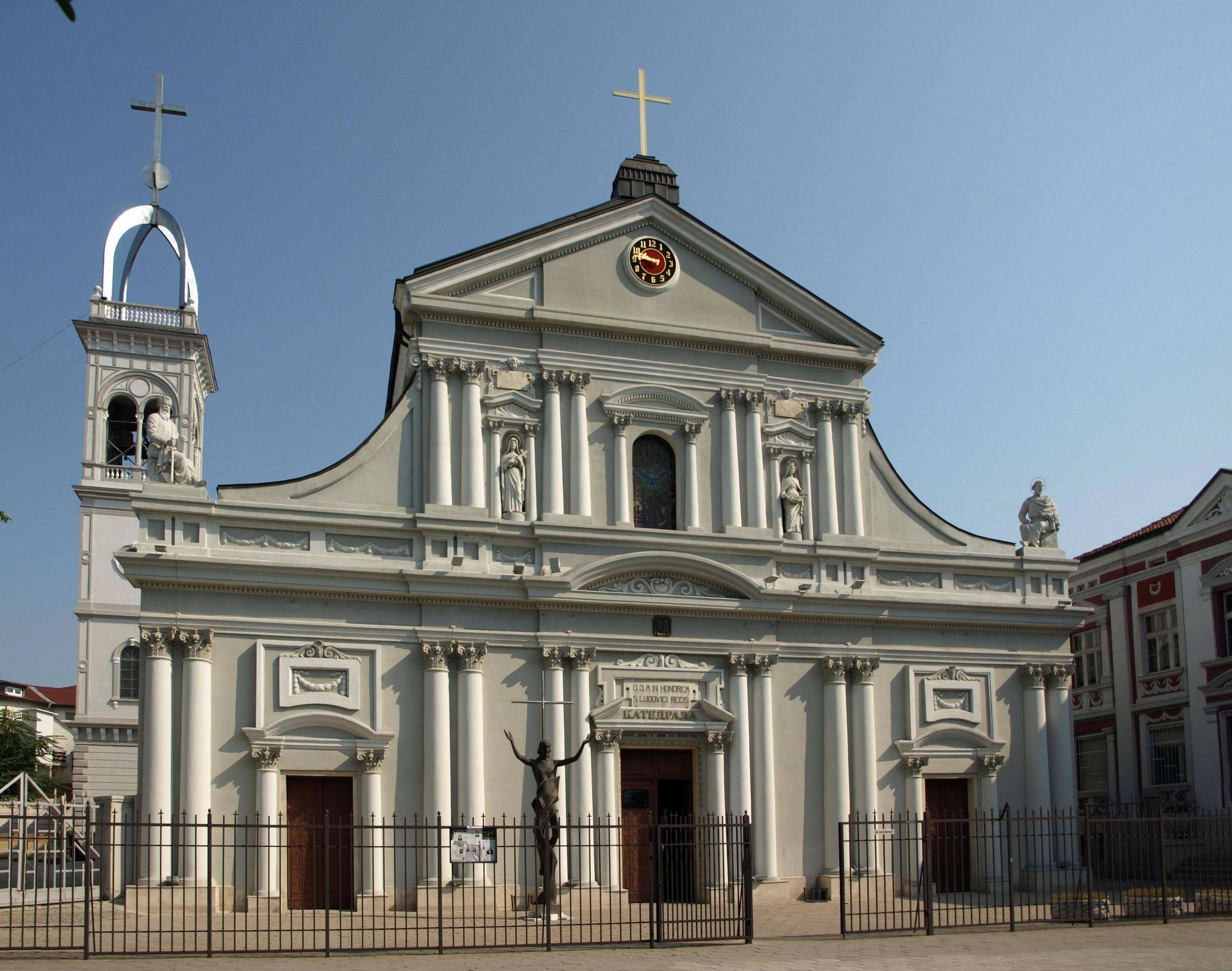
Katedra św. Ludwika

- Katedra św. Ludwika w Płowdiwie

- Konkatedra św. Józefa w Sofii